# 曼加澤亞
曼加澤亞（俄语：Мангазе́я），或曼加結亞，是位於西西伯利亞北部的舊俄羅斯殖民據點，約於17世紀初建立，為當時跨越乌拉尔山貿易的重要節點，在沙俄向東擴張時期，該地由於地處有利位置，成為當時帝國經濟掠奪當地住民和繼續東拓的一個重要軍事基地。
在繁榮了半個世紀後，因貿易衰退與天災而沒落，城鎮遭到廢棄。

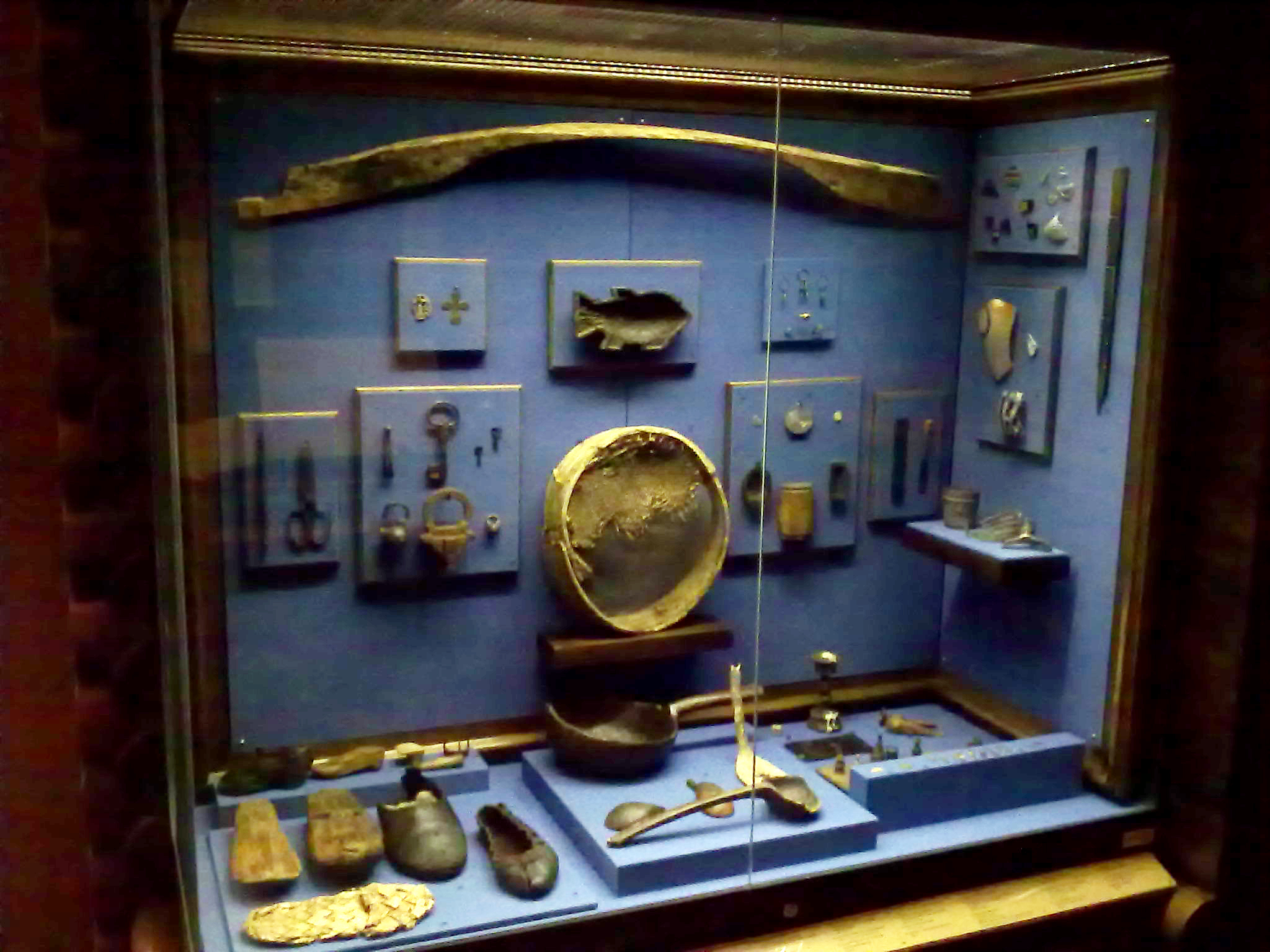
一些來自曼加澤亞的遺物，展出於莫斯科俄羅斯國家歷史博物館

## 歷史
來自俄國白海沿岸的波默爾人在15、16世紀間開闢了經北冰洋進入西西伯利亞的貿易路線，與鄂畢河下游的涅涅茨人進行貿易。沙俄在擊敗西伯利亞庫楚汗後，繼續東拓殖民，1600年先由托博爾斯克派出哥薩克先遣隊探勘東部，該隊伍在鄂畢河下游翻船後，徒步行進渡過塔茲河支流普爾河時被土著薩摩耶德人攻擊而敗走，在該河右岸距河口兩百俄哩（約180公里）修建了該城，這個地點正好位於鄂畢河與葉尼塞河之間，距離河口約180公里，其名稱則來自涅涅茨語的Monkansi或Mongandi，可能是一位涅涅茨統治者的名字，或是塔茲河的舊稱。
在17世紀初期，俄羅斯北方貿易進入全盛階段，曼加澤亞出產的毛皮、海象牙被運到阿爾漢格爾斯克，轉售給來自英格蘭、荷蘭、挪威的商人；作為西伯利亞河運的樞紐，曼加澤亞的富庶程度幾乎被比做「西伯利亞的巴格達」。除了貿易之外，曼加澤亞同時也是俄國掌控周邊涅涅茨人、塞爾庫普人等部落的統治中心。然而，隨著俄國陷入混亂時期，白海的貿易在1619年遭到封閉，曼加澤亞也不再對外國商人開放，甚至連地圖也遭到變造，以防外人趁隙入侵，但曼加澤亞仍藉著來自俄國自身的貿易力量，暫時免於衰敗，但越來越的的商人選擇遷往南方的秋明、托博爾斯克等城鎮。1678年，一場災難性的大火摧毀了曼加澤亞城，倖存的居民被遷到下通古斯河匯入葉尼塞河處的舊圖魯漢斯克（位於左岸的舊城，今日的圖魯漢斯克為右岸的新城），這座城鎮曾短暫的被稱為「新曼加澤亞」。
廢棄的舊曼加澤亞在18世紀時幾乎被遺忘，其遺跡直到20世紀才獲得發掘，包括市集與木造堡壘的建築遺址。